# Gurgaon
Gurgaon (hindi गुड़गांव, panjabi ਗੁੜਗਾਂਵ) és una ciutat d'Haryana, Índia, capital del districte de Gurgaon i satel·lit de Delhi de la que es troba a uns 30 km. El seu nom deriva de l'ancestral poble del guru Dronacharya, el mestre dels pandaves i kauraves al Mahabharata. Està situada a 28° 28′ N, 77° 02′ E / 28.47°N,77.03°E. La població segons el cens del 2001 és de 228.820 habitants.

## Història

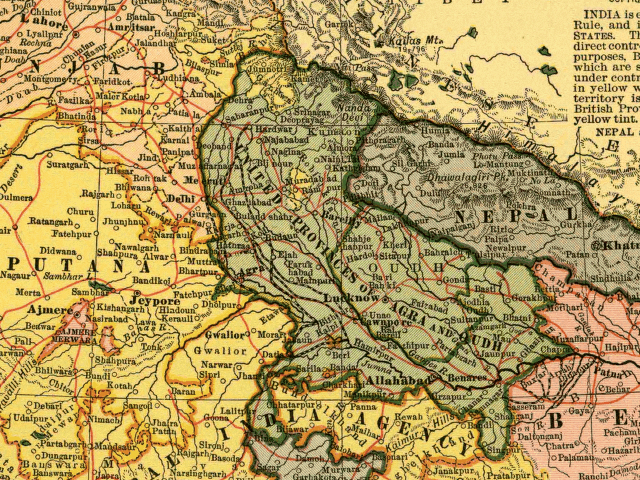
Gurgaon a la província britànica de Panjab, el 1903.

Era una petita vila que fou escollida com a capital de districte el 1816. Vers 1995 es van començar a establir zones residencials i comercials a la ciutat per descongestionar Delhi, a càrrec de l'Haryana Urban Development Authority.

## Llocs importants
- Parc Nacional de Sultanpur a 15 km, àrea protegida per a ocells.